# Frans Wouters
Pour les articles homonymes, voir Wouters.
Frans Wouters est un peintre et négociant flamand né en 1612 à Lierre et mort en 1659 à Anvers.

## Biographie
Il est né en 1612 à Lierre. Placé à 17 ans comme apprenti, par son pèe, dans l'atelier d'un paysagiste anversois, Frans Wouters devient en 1634 élève de Rubens. Dès l’année suivante, il est admis comme maître dans la guilde de Saint-Luc et devient un peintre indépendant.
Il est successivement nommé peintre de l'empereur Ferdinand II, puis, en 1637, peintre et premier valet de chambre du prince de Galles (futur Charles II). Il revient se fixer en Flandre où il est nommé directeur de l'Académie d'Anvers. Il est tué d’un coup de pistolet tiré par un inconnu à Anvers, en 1659.
Il cultive le genre historique et le paysage et réussit surtout dans ce second genre. Ses dernières œuvres montrent l'influence croissante de Van Dyck.

## Œuvres

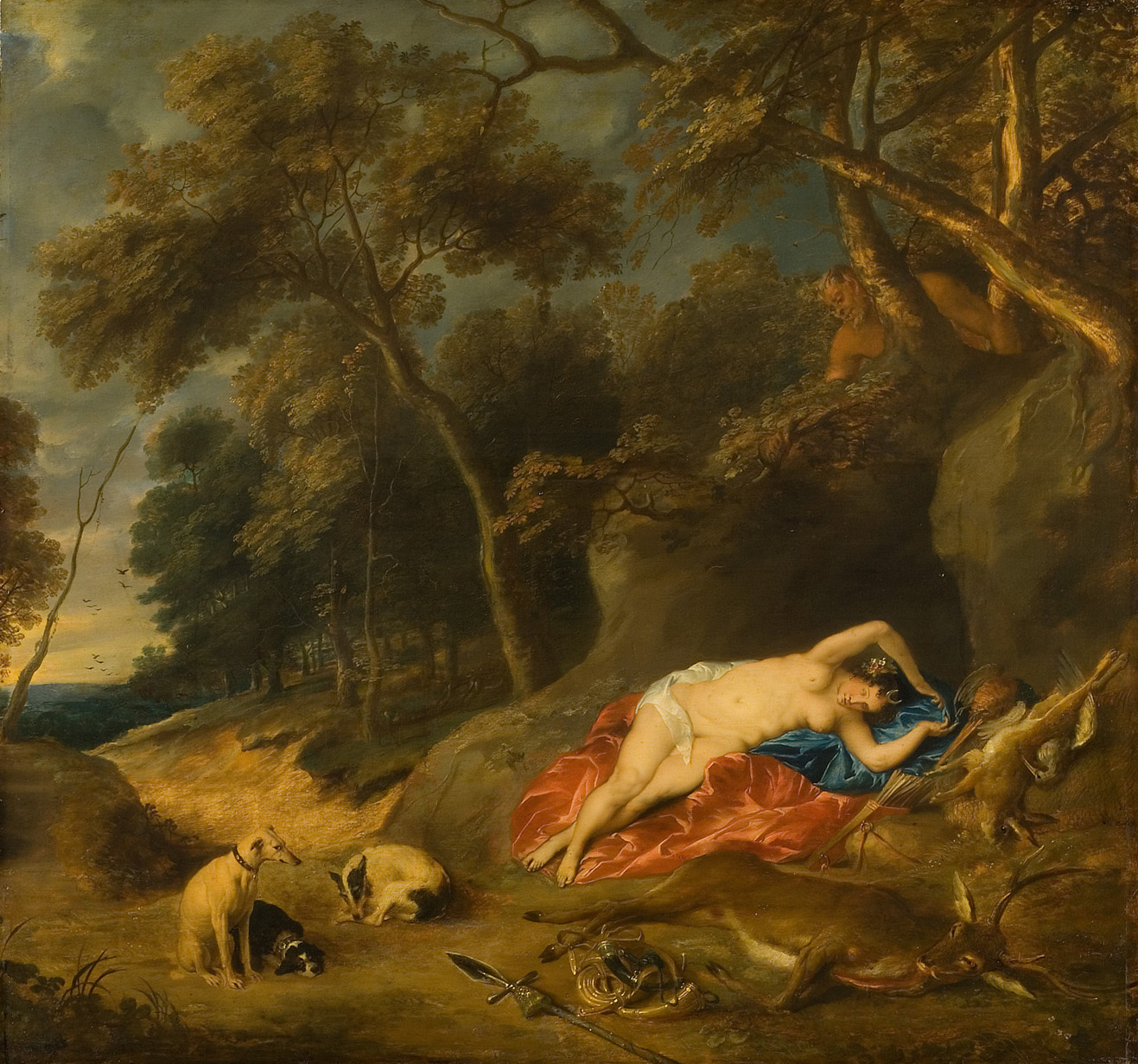
Diane, Kunsthistorisches Museum de Vienne.
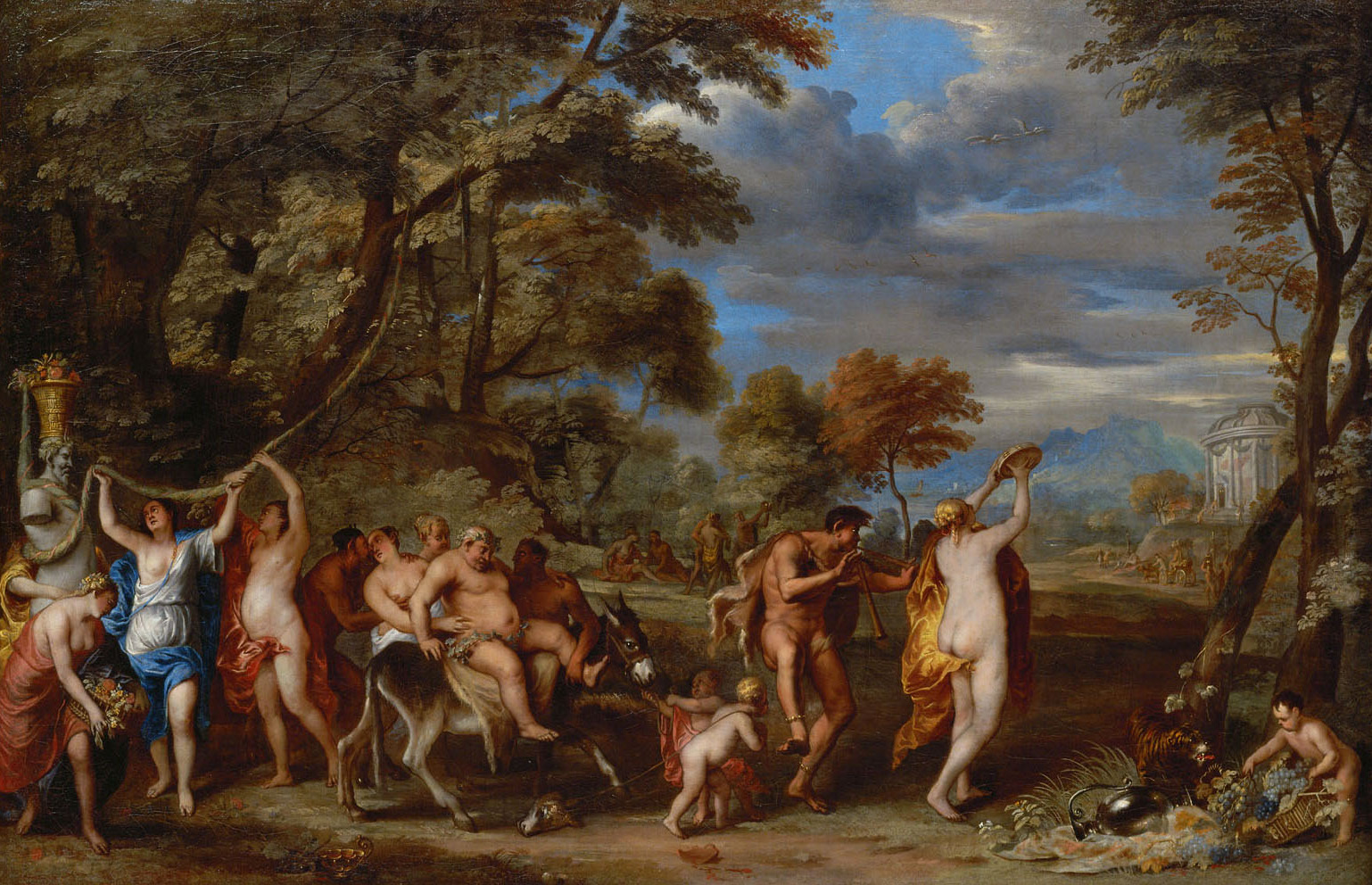
Bacchanale, 86,5 × 131 cm, 1648, Kunsthistorisches Museum de Vienne.
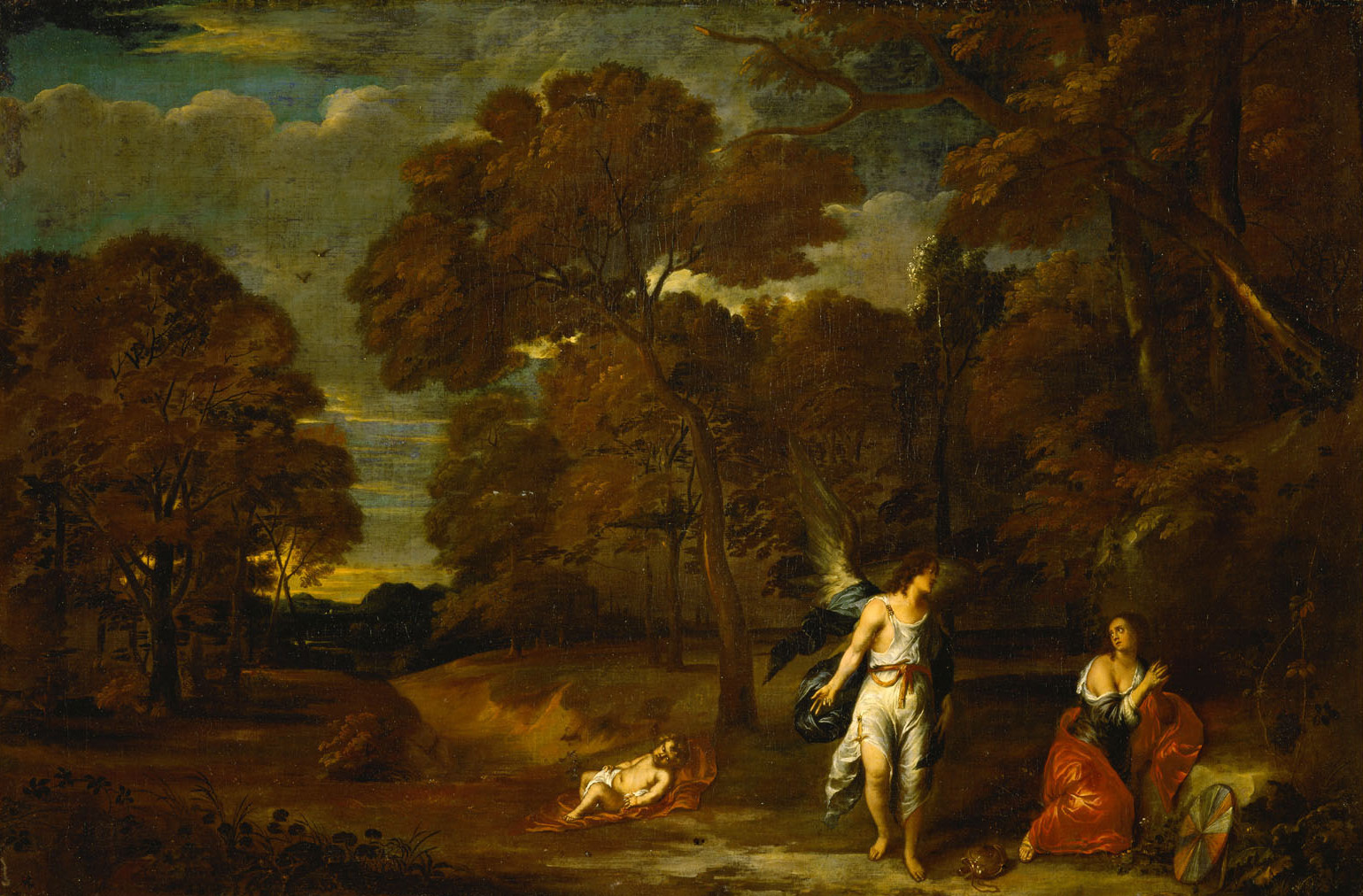
Paysage avec Agar et un ange, 93 × 139 cm, 1648, Kunsthistorisches Museum de Vienne.
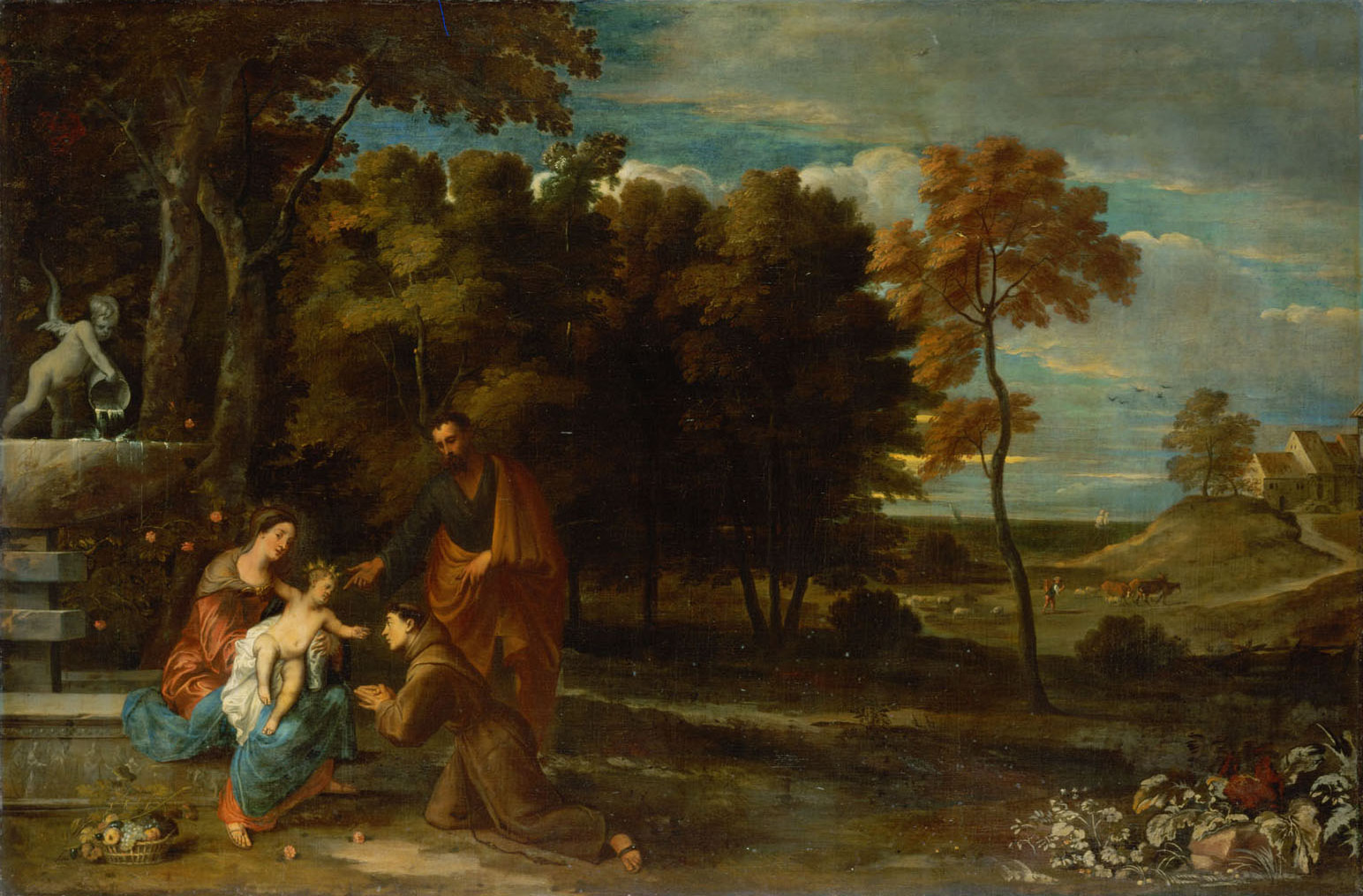
Paysage avec la Sainte Famille et Saint Antoine de Padoue, 92,5 × 139,5 cm, 1648, Kunsthistorisches Museum de Vienne.
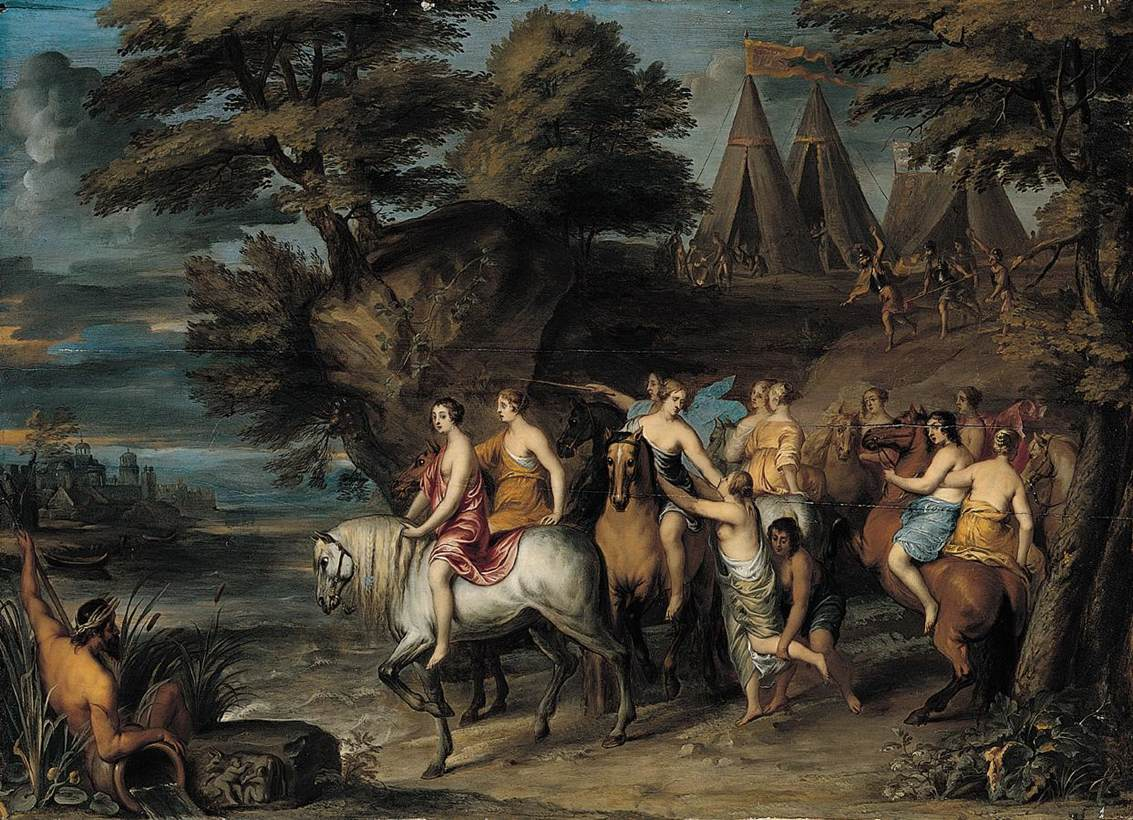
Clélie et ses compagnes fuyant les Étrusques, huile sur toile 56 × 78 cm, vers 1650.
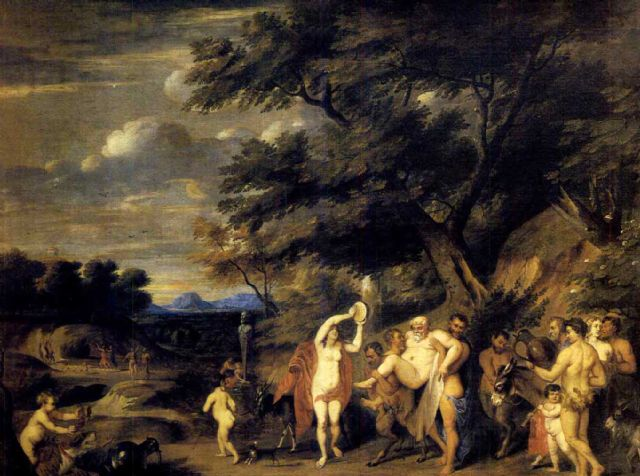
La marche de Silène, peinture sur toile 133 × 174 cm.
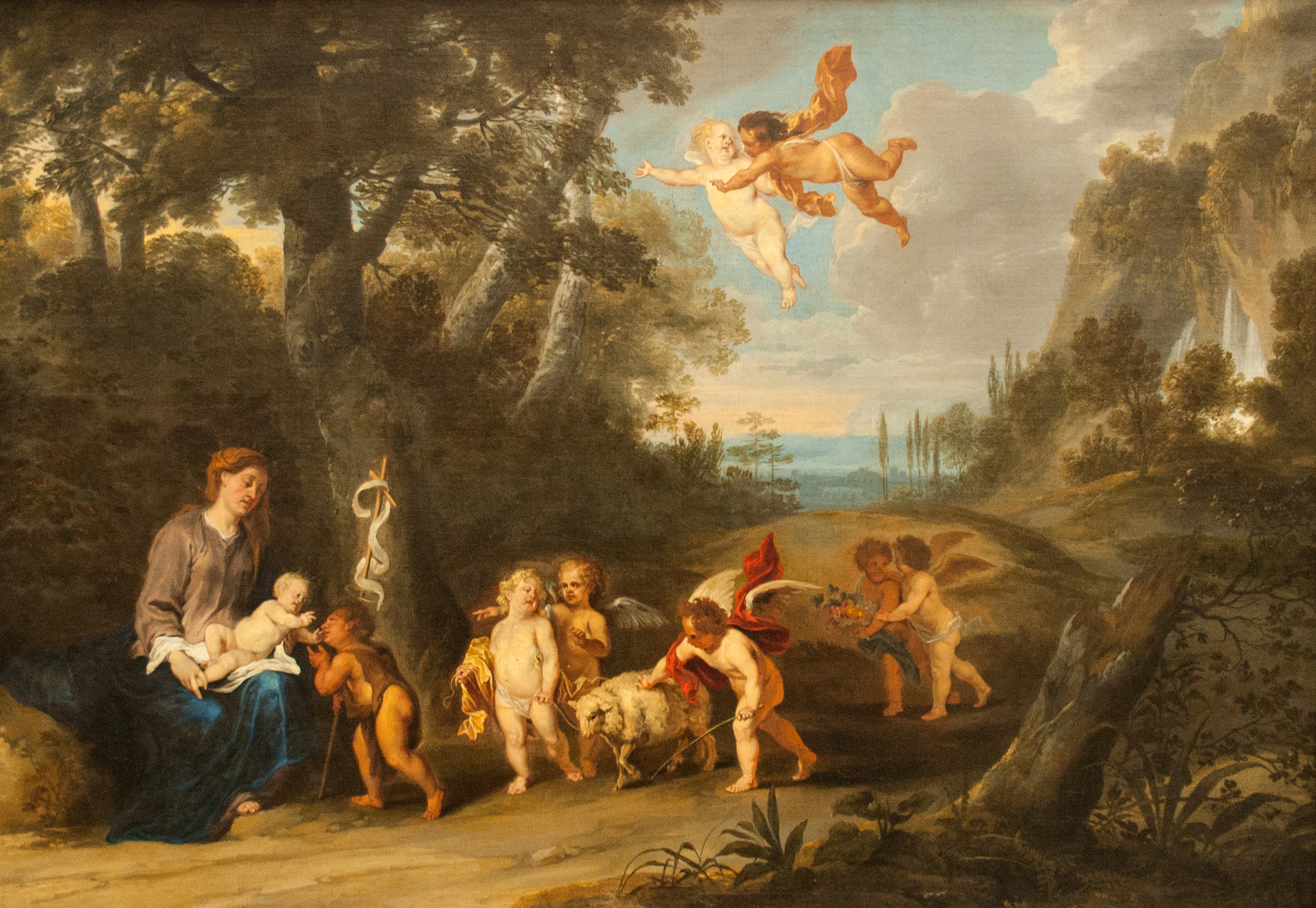
Offrande à la Vierge et à l’enfant Christ, huile sur toile, Musée des beaux-arts de Gand.
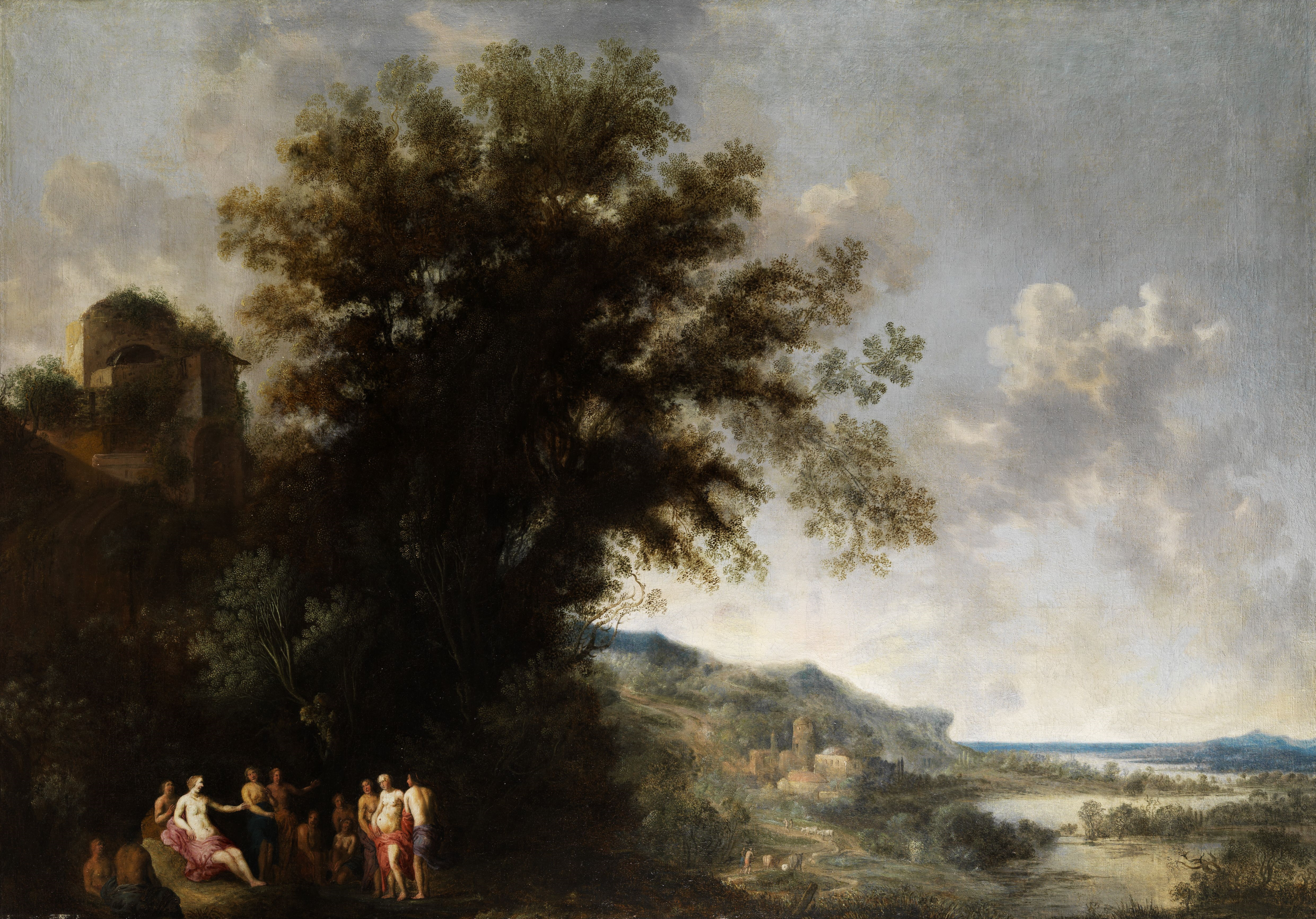
Paysage idéal avec décor antique, huile sur toile 103 × 148,5 cm, 1659.